# Nagroda Architektoniczna Prezydenta m.st. Warszawy
Nagroda Architektoniczna Prezydenta m.st. Warszawy – nagroda przyznawana architektom za najlepsze projekty i realizacje architektoniczne oraz urbanistyczne dla Warszawy. Organizatorem konkursu i fundatorem nagrody, która przyznawana jest we współpracy z Oddziałem Warszawskim Stowarzyszenia Architektów Polskich, jest prezydent m.st. Warszawy.

## Historia
Nagroda została ustanowiona po raz pierwszy w 2002, za prezydentury Wojciecha Kozaka. Wyróżnienia dla architektów miały być przyznawane co roku, jednak inicjatywy nie kontynuowano w latach kolejnych.
W 2016 nagroda została przywrócona za prezydentury Hanny Gronkiewicz-Waltz, zorganizowano wówczas jednocześnie dwie edycje:
- historyczną, w której pod uwagę zostały wzięte obiekty wybudowane w latach 2001-2014
- współczesną, w której wyróżniono architekturę ukończoną w 2015.

Nowością były dwie kategorie: Rewitalizacja oraz Nagroda publiczności przyznawana poprzez głosowanie mieszkańców miasta.
Kolejne edycje odbywają się co rok. Nagrody jury przyznawane są w sześciu kategoriach:
1. najlepszy budynek użyteczności publicznej,
2. najlepszy budynek komercyjny,
3. najlepszy obiekt mieszkalny,
4. najlepsza rewitalizacja (od 2022 jako Nowe Życie Budynków[3]),
5. najlepsza przestrzeń publiczna,
6. najlepsze wydarzenie architektoniczne.

## Obiekty nagrodzone i nominowane

### Edycja 2002
| Nagroda                          | Laureat                    | Zwycięski projekt | Zwycięski projekt          |       |
| -------------------------------- | -------------------------- | ----------------- | -------------------------- | ----- |
| Najlepszy obiekt biurowy 2002    | JEMS Architekci            |                   | Biurowiec Agora S.A.       | [ 4 ] |
| Najlepszy obiekt usługowy 2002   | Webb Zerafa Menkes Housden |                   | Budynek ambasady Kanady    | [ 4 ] |
| Najlepszy obiekt mieszkalny 2002 | Atelier 2 Kucza-Kuczyński  |                   | Budynek wielorodzinny Oaza | [ 4 ] |

### Edycje doroczne po przywróceniu nagrody w 2016
| Ed.  | Rok  | Kategoria | Nagroda | Laureat | Zwycięski projekt                                                             | Zwycięski projekt                                                                  | Nominacje |               |
| ---- | ---- | --- | --- | --- | ----------------------------------------------------------------------------- | ---------------------------------------------------------------------------------- | --- | ------------- |
| I    | 2016 | Budynek użyteczności publicznej 2001–2014 (obiekt publiczny)                                                                        | I | Stelmach i Partnerzy Biuro Architektoniczne                                                                                     |                                                                               | Centrum Chopinowskie                                                               | - Ambasada Holandii - Gimnazjum i Centrum Kultury Białołęka - Ognisko Pracy Pozaszkolnej nr 2 „Jordanek” - Pawilon plażowy nad Wisłą (przy Stadionie Narodowym) - PROM Kultury Saska Kępa - Rozbudowa ASP w Warszawie - Siedziba Naczelnego Sądu Apelacyjnego    | [ 5 ]         |
| I    | 2016 | Budynek użyteczności publicznej 2001–2014 (obiekt publiczny)                                                                        | II | Lahdelma & Mahlamäki Architects, Kuryłowicz & Associates                                                                        |                                                                               | Muzeum Historii Żydów Polskich                                                     | - Ambasada Holandii - Gimnazjum i Centrum Kultury Białołęka - Ognisko Pracy Pozaszkolnej nr 2 „Jordanek” - Pawilon plażowy nad Wisłą (przy Stadionie Narodowym) - PROM Kultury Saska Kępa - Rozbudowa ASP w Warszawie - Siedziba Naczelnego Sądu Apelacyjnego    | [ 5 ]         |
| I    | 2016 | Budynek użyteczności publicznej 2001–2014 (obiekt publiczny)                                                                        | III | WWAA i 137 kilo (obecnie 307 kilo)                                                                                              |                                                                               | Służewski Dom Kultury                                                              | - Ambasada Holandii - Gimnazjum i Centrum Kultury Białołęka - Ognisko Pracy Pozaszkolnej nr 2 „Jordanek” - Pawilon plażowy nad Wisłą (przy Stadionie Narodowym) - PROM Kultury Saska Kępa - Rozbudowa ASP w Warszawie - Siedziba Naczelnego Sądu Apelacyjnego    | [ 5 ]         |
| I    | 2016 | Budynek użyteczności publicznej 2001–2014 (obiekt komercyjny)                                                                       | I | Foster and Partners, JEMS Architekci, Grupa 5 Architekci                                                                        |                                                                               | Biurowiec Metropolitan                                                             | - Biurowiec – Siedziba Agencji Reklamowej “Corporate Profiles” - Biurowiec Green Wings - Biurowiec Centrum Jasna - Biurowiec Focus - Biurowiec Platinum Business Park II - Biurowiec Rondo 1 - Rozbudowa Klubu Sportowego „Deski”                                | [ 5 ]         |
| I    | 2016 | Budynek użyteczności publicznej 2001–2014 (obiekt komercyjny)                                                                       | II | JEMS Architekci |                                                                               | Biurowiec Agora S.A.                                                               | - Biurowiec – Siedziba Agencji Reklamowej “Corporate Profiles” - Biurowiec Green Wings - Biurowiec Centrum Jasna - Biurowiec Focus - Biurowiec Platinum Business Park II - Biurowiec Rondo 1 - Rozbudowa Klubu Sportowego „Deski”                                | [ 5 ]         |
| I    | 2016 | Budynek użyteczności publicznej 2001–2014 (obiekt komercyjny)                                                                       | III | Kuryłowicz & Associates |                                                                               | Biurowiec PLL LOT S.A.                                                             | - Biurowiec – Siedziba Agencji Reklamowej “Corporate Profiles” - Biurowiec Green Wings - Biurowiec Centrum Jasna - Biurowiec Focus - Biurowiec Platinum Business Park II - Biurowiec Rondo 1 - Rozbudowa Klubu Sportowego „Deski”                                | [ 5 ]         |
| I    | 2016 | Architektura mieszkaniowa – zespół 2001–2014                                                                                        | I | JEMS Architekci |                                                                               | Osiedle Ażurowych Okiennic                                                         | - Osiedle Czerniakowska - Rezydencja Narbutta - Zabudowa wielorodzinna SMB Osiedle Kabaty - Zespół mieszkaniowy Allegretto, Eko Park - Zespół mieszkaniowy Avangarden - Zespół mieszkaniowy Cameratta, Eko Park - Zespół mieszkaniowy Oaza                       | [ 5 ]         |
| I    | 2016 | Architektura mieszkaniowa – zespół 2001–2014                                                                                        | II | JEMS Architekci |                                                                               | 19. Dzielnica, Etap I                                                              | - Osiedle Czerniakowska - Rezydencja Narbutta - Zabudowa wielorodzinna SMB Osiedle Kabaty - Zespół mieszkaniowy Allegretto, Eko Park - Zespół mieszkaniowy Avangarden - Zespół mieszkaniowy Cameratta, Eko Park - Zespół mieszkaniowy Oaza                       | [ 5 ]         |
| I    | 2016 | Architektura mieszkaniowa – zespół 2001–2014                                                                                        | III | Are Stiasny/Wacławek |                                                                               | Osiedle Stawki 8                                                                   | - Osiedle Czerniakowska - Rezydencja Narbutta - Zabudowa wielorodzinna SMB Osiedle Kabaty - Zespół mieszkaniowy Allegretto, Eko Park - Zespół mieszkaniowy Avangarden - Zespół mieszkaniowy Cameratta, Eko Park - Zespół mieszkaniowy Oaza                       | [ 5 ]         |
| I    | 2016 | Architektura mieszkaniowa - pojedynczy obiekt 2001–2014                                                                             | I | Helmut Jahn |                                                                               | Apartamentowiec Cosmopolitan                                                       | - Budynek przy pl. Niemena – Żoliborz Artystyczny - Hoża 55 - Rebel One - Restaura Górskiego - Villa Daglesia | [ 5 ]         |
| I    | 2016 | Architektura mieszkaniowa - pojedynczy obiekt 2001–2014                                                                             | II | Are Stiasny/Wacławek |                                                                               | Apartamentowiec Franciszkańska 14                                                  | - Budynek przy pl. Niemena – Żoliborz Artystyczny - Hoża 55 - Rebel One - Restaura Górskiego - Villa Daglesia | [ 5 ]         |
| I    | 2016 | Architektura mieszkaniowa - pojedynczy obiekt 2001–2014                                                                             | III | Piotr Brzoza, Marcin Kwietowicz                                                                                                 |                                                                               | Dom z pracownią artystów na Bródnie                                                | - Budynek przy pl. Niemena – Żoliborz Artystyczny - Hoża 55 - Rebel One - Restaura Górskiego - Villa Daglesia | [ 5 ]         |
| I    | 2016 | Architektura zrewitalizowana 2001–2014                                                                                              | I | Studio Architektoniczne Wojciech Obtułowicz                                                                                     |                                                                               | Muzeum Powstania Warszawskiego                                                     | - Arkady Kubickiego - Hotel Saski - Kamienica przy ul. Mokotowskiej 8 - Kamienica przy ul. Wilczej 72 - Fabryka Wódek Koneser, etap I - Osiedle Sady Żoliborskie - Warszawa PKP Powiśle                                                                          | [ 5 ]         |
| I    | 2016 | Architektura zrewitalizowana 2001–2014                                                                                              | II | Pracownia Projektowa JOT-KA-EM                                                                                                  |                                                                               | Fabryka Koronek na ul. Burakowskiej                                                | - Arkady Kubickiego - Hotel Saski - Kamienica przy ul. Mokotowskiej 8 - Kamienica przy ul. Wilczej 72 - Fabryka Wódek Koneser, etap I - Osiedle Sady Żoliborskie - Warszawa PKP Powiśle                                                                          | [ 5 ]         |
| I    | 2016 | Architektura zrewitalizowana 2001–2014                                                                                              | III | O&O, Pracownia B’ART |                                                                               | Biurowiec Ufficio Primo                                                            | - Arkady Kubickiego - Hotel Saski - Kamienica przy ul. Mokotowskiej 8 - Kamienica przy ul. Wilczej 72 - Fabryka Wódek Koneser, etap I - Osiedle Sady Żoliborskie - Warszawa PKP Powiśle                                                                          | [ 5 ]         |
| I    | 2016 | Przestrzeń publicznie dostępna 2001–2014                                                                                            | I | Dawos |                                                                               | Przebudowa ul. Krakowskie Przedmieście                                             | - Park Fontann - Plaża nad Wisłą, Poniatówka - Skwer Herberta Hoovera - Skwer na placu Grzybowskim - Skwer Wolnego Słowa i Memoriał Wolnego Słowa - Stacja metra Plac Wilsona                                                                                    | [ 5 ]         |
| I    | 2016 | Przestrzeń publicznie dostępna 2001–2014                                                                                            | II | Irena Bajerska |                                                                               | Ogród Biblioteki Uniwersytetu Warszawskiego                                        | - Park Fontann - Plaża nad Wisłą, Poniatówka - Skwer Herberta Hoovera - Skwer na placu Grzybowskim - Skwer Wolnego Słowa i Memoriał Wolnego Słowa - Stacja metra Plac Wilsona                                                                                    | [ 5 ]         |
| I    | 2016 | Przestrzeń publicznie dostępna 2001–2014                                                                                            | III | Marek Piwowarski, Jarosław Matusiak, Renata Kuryłowicz                                                                          |                                                                               | Ścieżka nad Wisłą po praskiej stronie                                              | - Park Fontann - Plaża nad Wisłą, Poniatówka - Skwer Herberta Hoovera - Skwer na placu Grzybowskim - Skwer Wolnego Słowa i Memoriał Wolnego Słowa - Stacja metra Plac Wilsona                                                                                    | [ 5 ]         |
| I    | 2016 | Wydarzenie architektoniczne 2001–2014                                                                                               | I | Muzeum Sztuki Nowoczesnej w Warszawie                                                                                           |                                                                               | Festiwal Warszawa w Budowie                                                        | - Konkurs Fundacji im. Stefana Kuryłowicza „Teoria” - Muzeum Neonów - Nagroda im. Barbary i Stanisława Brukalskich, edycje: 2011, 2014 - Setny numer Krajobrazu Warszawskiego - Umycie i rewaloryzacja Dworca Centralnego - Warszawskie Rozmowy Architektoniczne | [ 5 ]         |
| I    | 2016 | Wydarzenie architektoniczne 2001–2014                                                                                               | II | Jakub Szczęsny |                                                                               | Dom Kereta na ul. Żelaznej                                                         | - Konkurs Fundacji im. Stefana Kuryłowicza „Teoria” - Muzeum Neonów - Nagroda im. Barbary i Stanisława Brukalskich, edycje: 2011, 2014 - Setny numer Krajobrazu Warszawskiego - Umycie i rewaloryzacja Dworca Centralnego - Warszawskie Rozmowy Architektoniczne | [ 5 ]         |
| I    | 2016 | Wydarzenie architektoniczne 2001–2014                                                                                               | III | Kolektyw EXYZT i Ewa Rudnicka                                                                                                   |                                                                               | UFO, Unexpected Fountain Occupation                                                | - Konkurs Fundacji im. Stefana Kuryłowicza „Teoria” - Muzeum Neonów - Nagroda im. Barbary i Stanisława Brukalskich, edycje: 2011, 2014 - Setny numer Krajobrazu Warszawskiego - Umycie i rewaloryzacja Dworca Centralnego - Warszawskie Rozmowy Architektoniczne | [ 5 ]         |
| II   | 2016 | Najlepszy budynek użyteczności publicznej 2015                                                                                      | Najlepszy budynek użyteczności publicznej 2015                                                                                      | BBGK Architekci |                                                                               | Muzeum Katyńskie                                                                   | - Rozbudowa i modernizacja Biblioteki Publicznej m.st. Warszawy - Szpital Kliniczny im. Ks. Anny Mazowieckiej - Szpital Pediatryczny Warszawskiego Uniwersytetu Medycznego - Teatr Ochoty, przebudowa i rozbudowa                                                | [ 6 ]         |
| II   | 2016 | Najlepszy budynek komercyjny 2015                                                                                                   | Najlepszy budynek komercyjny 2015                                                                                                   | AMC – Andrzej M. Chołdzyński |                                                                               | Nowy Świat 2.0                                                                     | - Biurowiec Royal Wilanów - Biurowiec The Park | [ 6 ]         |
| II   | 2016 | Najlepszy obiekt mieszkalny: Architektura mieszkaniowa – zespół 2015                                                                | Najlepszy obiekt mieszkalny: Architektura mieszkaniowa – zespół 2015                                                                | Mąka Sojka Architekci |                                                                               | Żoliborz Artystyczny, etap III                                                     | - Osiedle 19. Dzielnica, etap II - Budynek mieszkalny – Port Praski - Osiedle Dolce Villa | [ 6 ]         |
| II   | 2016 | Najlepszy obiekt mieszkalny: Architektura mieszkaniowa - pojedynczy obiekt 2015                                                     | Najlepszy obiekt mieszkalny: Architektura mieszkaniowa - pojedynczy obiekt 2015                                                     | Grupa 5 Architekci |                                                                               | Budynek mieszkalny Morskie Oko                                                     | - Budynek wielorodzinny Gieysztora 2 - Budynek wielorodzinny Dynasy 18 - Lazurowy Zakątek - Walewska Residence | [ 6 ]         |
| II   | 2016 | Najlepsza rewitalizacja 2015 | Najlepsza rewitalizacja 2015 | Diener & Diener Architekten |                                                                               | Fundacja Galerii Foksal                                                            | - Muzeum Katyńskie, część Cytadeli Warszawskiej - Rozbudowa i modernizacja Biblioteki Publicznej m.st. Warszawy | [ 6 ]         |
| II   | 2016 | Najlepsza przestrzeń publiczna 2015                                                                                                 | Najlepsza przestrzeń publiczna 2015                                                                                                 | RS Architektura Krajobrazu |                                                                               | Bulwary nad Wisłą, od Powiśla do Podzamcza                                         | - Pawilon Pokój na lato - Stacja Metro Stadion | [ 6 ]         |
| II   | 2016 | Najlepsze wydarzenie architektoniczne 2015                                                                                          | Najlepsze wydarzenie architektoniczne 2015                                                                                          | Muzeum Sztuki Nowoczesnej w Warszawie, Muzeum Warszawy, Tomasz Fudala                                                           |                                                                               | Wystawa Spór o Odbudowę w ramach festiwalu Warszawa w Budowie 7                    | - Książka ArchiTEKTURKI, aut. Marlena Happach - Program dla żoliborskich szkół Kształtowanie przestrzeni - Stypendium PRAKTYKA Fundacji im. Stefana Kuryłowicza 2015 - Wystawa Plany na przyszłość                                                               | [ 6 ]         |
| II   | 2016 | Nagroda publiczności 2015 | Nagroda publiczności 2015 | Bulanda Mucha Architekci |                                                                               | Rozbudowa i modernizacja Biblioteki Publicznej m.st. Warszawy                      | Rozbudowa i modernizacja Biblioteki Publicznej m.st. Warszawy | [ 6 ]         |
| III  | 2017 | Najlepszy budynek użyteczności publicznej 2016                                                                                      | Najlepszy budynek użyteczności publicznej 2016                                                                                      | Vostok Design |                                                                               | Wydział Rzeźby Akademii Sztuk Pięknych                                             | - Międzynarodowe Centrum Kultury Nowy Teatr - Międzypokoleniowe Centrum Edukacji w Wilanowie z przedszkolem | [ 7 ]         |
| III  | 2017 | Najlepszy budynek komercyjny 2016                                                                                                   | Najlepszy budynek komercyjny 2016                                                                                                   | JEMS Architekci |                                                                               | Hala Koszyki                                                                       | - Siedziba firmy Trumpf Polska - Zieleniak przy Hali Banacha | [ 7 ]         |
| III  | 2017 | Najlepszy budynek mieszkalny 2016                                                                                                   | Najlepszy budynek mieszkalny 2016                                                                                                   | BBGK Architekci |                                                                               | Budynek wielorodzinny Sprzeczna 4                                                  | - Centrum Praskie Koneser – budynek E4 Mennica - Port Praski – budynek Latarnia | [ 7 ]         |
| III  | 2017 | Najlepsza rewitalizacja 2016 | Najlepsza rewitalizacja 2016 | Pracownia AKM |                                                                               | Centrum Kreatywności Targowa                                                       | - Ogrodowa 65 - Smolna 40 | [ 7 ]         |
| III  | 2017 | Najlepsza przestrzeń publiczna 2016                                                                                                 | Najlepsza przestrzeń publiczna 2016                                                                                                 | Warszawskie Przedsiębiorstwo Mostowe Mosty                                                                                      |                                                                               | Kładka nad kanałem Żerańskim                                                       | - Otoczenie Międzynarodowego Centrum Kultury Nowy Teatr - Plac Europejski | [ 7 ]         |
| III  | 2017 | Najlepsze wydarzenie architektoniczne 2016                                                                                          | Najlepsze wydarzenie architektoniczne 2016                                                                                          | Centrum Łowicka |                                                                               | Wystawa Plany na przyszłość                                                        | - Mieszkania treningowe dla wychowanków młodzieżowych ośrodków wychowawczych - Nocny Market na Głównym | [ 7 ]         |
| III  | 2017 | Nagroda publiczności 2016 | Nagroda publiczności 2016 | Wirtz International Landscape Architects, Massive Design                                                                        |                                                                               | Plac Europejski                                                                    | Plac Europejski | [ 7 ]         |
| IV   | 2018 | Najlepszy budynek użyteczności publicznej 2017                                                                                      | Najlepszy budynek użyteczności publicznej 2017                                                                                      | medusagroup |                                                                               | Akademeia High School                                                              | - Muzeum Sztuki Nowoczesnej nad Wisłą - Przedszkole publiczne nr 424 w Wilanowie | [ 8 ]         |
| IV   | 2018 | Najlepszy budynek komercyjny 2017                                                                                                   | Najlepszy budynek komercyjny 2017                                                                                                   | Stelmach i Partnerzy Biuro Architektoniczne                                                                                     |                                                                               | Szucha Premium Offices                                                             | Art House – Desa Unicum | [ 8 ]         |
| IV   | 2018 | Najlepszy budynek mieszkalny 2017                                                                                                   | Najlepszy budynek mieszkalny 2017                                                                                                   | Baza Architekci |                                                                               | Budynek wielorodzinny Nieporęcka 2                                                 | - Budynek wielorodzinny Bobrowiecka 10 - Apartamenty Marymont | [ 8 ]         |
| IV   | 2018 | Najlepsza rewitalizacja 2017 | Najlepsza rewitalizacja 2017 | KB – Projekty Konstrukcyjne, Autorska Pracownia Projektowa Jerzy Wowczak, Ewa Wowczak                                           |                                                                               | Modernizacja Muzeum Warszawy                                                       | - Hala Gwardii - Kładki pieszo-rowerowe pod Mostem Łazienkowskim | [ 8 ]         |
| IV   | 2018 | Najlepsza przestrzeń publiczna 2017                                                                                                 | Najlepsza przestrzeń publiczna 2017                                                                                                 | RS Architektura Krajobrazu |                                                                               | Bulwary nad Wisłą, Odcinek od mostu Śląsko-Dąbrowskiego do mostu Świętokrzyskiego  | - Zagospodarowanie terenu wokół budynków Business Garden Warszawa - Zielona Świętokrzyska | [ 8 ]         |
| IV   | 2018 | Najlepsze wydarzenie architektoniczne 2017                                                                                          | Najlepsze wydarzenie architektoniczne 2017                                                                                          | Katarzyna Domagalska pod kierunkiem Marii Brukalskiej                                                                           |                                                                               | Poradnik dobrych praktyk architektonicznych dla Żoliborza                          | - Automatyczne toalety miejskie - System informacji dla Dzielnicy Wisła | [ 8 ]         |
| IV   | 2018 | Nagroda publiczności 2017 | Nagroda publiczności 2017 | RS Architektura Krajobrazu |                                                                               | Bulwary nad Wisłą, Odcinek od mostu Śląsko-Dąbrowskiego do mostu Świętokrzyskiego  | Bulwary nad Wisłą, Odcinek od mostu Śląsko-Dąbrowskiego do mostu Świętokrzyskiego | [ 8 ]         |
| V    | 2019 | Najlepszy budynek użyteczności publicznej 2018                                                                                      | Najlepszy budynek użyteczności publicznej 2018                                                                                      | Kalata Architekci |                                                                               | Zodiak Warszawski Pawilon Architektury                                             | - Biblioteka Publiczna w Warszawie Wesołej - Budynek Komisji Sejmowych | [ 9 ]         |
| V    | 2019 | Najlepszy budynek komercyjny 2018 (+ nagroda Grand Prix)                                                                            | Najlepszy budynek komercyjny 2018 (+ nagroda Grand Prix)                                                                            | HRA Architekci |                                                                               | Biurowiec Nowogrodzka Square                                                       | - Biurowiec The Nest - Hotel Warszawa | [ 9 ]         |
| V    | 2019 | Najlepszy budynek mieszkalny 2018                                                                                                   | Najlepszy budynek mieszkalny 2018                                                                                                   | TZA |                                                                               | Budynek wielorodzinny przy Witebskiej 6                                            | - Budynek wielorodzinny Holm House - Dom dla W | [ 9 ]         |
| V    | 2019 | Najlepsza rewitalizacja 2018 (+ nagroda specjalna za rozwiązania zapewniające dostępność)                                           | Najlepsza rewitalizacja 2018 (+ nagroda specjalna za rozwiązania zapewniające dostępność)                                           | Juvenes-Projekt, Are Stiasny/Wacławek                                                                                           |                                                                               | Centrum Praskie Koneser                                                            | - Centrum Kultury i Aktywności Siarczana - Kościół ewangelicko-augsburski Świętej Trójcy | [ 9 ]         |
| V    | 2019 | Najlepsza przestrzeń publiczna 2018 (+ nagroda specjalna za rozwiązania proekologiczne)                                             | Najlepsza przestrzeń publiczna 2018 (+ nagroda specjalna za rozwiązania proekologiczne)                                             | Dorota Wachowska, Marek Kolasa, Piotr Kurpienik                                                                                 |                                                                               | Tężnia na placu Hallera                                                            | Ławka warszawska | [ 9 ]         |
| V    | 2019 | Najlepsze wydarzenie architektoniczne 2018                                                                                          | Najlepsze wydarzenie architektoniczne 2018                                                                                          | Wolskie Centrum Kultury, Hanna Radziejowska, Adam Kadenaci, Marta Michowska                                                     |                                                                               | Wystawa Muzeum Szklanych Domów                                                     | - Działania tymczasowe na placu przed Zachętą - Otwarty Kampus Uniwersytetu Warszawskiego – przewodnik internetowy | [ 9 ]         |
| V    | 2019 | Nagroda publiczności 2018 | Nagroda publiczności 2018 | Kalata Architekci |                                                                               | Zodiak Warszawski Pawilon Architektury                                             | Zodiak Warszawski Pawilon Architektury | [ 9 ]         |
| VI   | 2020 | Najlepszy budynek użyteczności publicznej 2019 (+ nagroda Grand Prix)                                                               | Najlepszy budynek użyteczności publicznej 2019 (+ nagroda Grand Prix)                                                               | xystudio |                                                                               | Żłobek publiczny nr 67 w Wesołej                                                   | - Stacje metra: Szwedzka, Targówek Mieszkaniowy, Trocka - Siedziba Transportowego Dozoru Technicznego | [ 10 ]        |
| VI   | 2020 | Najlepszy budynek komercyjny 2019                                                                                                   | Najlepszy budynek komercyjny 2019                                                                                                   | JEMS Architekci |                                                                               | Kompleks P4 z hotelem Vienna House Mokotow Warsaw                                  | - Hotel Puro - Biurowiec Vector+ | [ 10 ]        |
| VI   | 2020 | Najlepszy budynek mieszkalny 2019                                                                                                   | Najlepszy budynek mieszkalny 2019                                                                                                   | HRA Architekci |                                                                               | Osiedle Mickiewicza II                                                             | - Dom przy Potockiej - Osiedle Jaśminowy Mokotów II | [ 10 ]        |
| VI   | 2020 | Najlepsza rewitalizacja 2019 (+ nagroda specjalna za rozwiązania zapewniające dostępność)                                           | Najlepsza rewitalizacja 2019 (+ nagroda specjalna za rozwiązania zapewniające dostępność)                                           | Chmielewski Skała Architekci |                                                                               | Warszawski Szpital dla Dzieci - budynek A                                          | - Fort Służew - Muzeum Woli | [ 10 ]        |
| VI   | 2020 | Najlepsza przestrzeń publiczna 2019 (+ nagroda specjalna za rozwiązania proekologiczne)                                             | Najlepsza przestrzeń publiczna 2019 (+ nagroda specjalna za rozwiązania proekologiczne)                                             | ABIES – Architektura Krajobrazu, LS-Project                                                                                     |                                                                               | EKOpark w Ursusie                                                                  | - Bulwary nad Wisłą – trzeci etap - Modernizacja skweru przy ul. Karola Szymanowskiego | [ 10 ]        |
| VI   | 2020 | Najlepsze wydarzenie architektoniczne 2019                                                                                          | Najlepsze wydarzenie architektoniczne 2019                                                                                          | Aleksandra Kędziorek, Katarzyna Uchowicz, Maja Wirkus                                                                           |                                                                               | Książka Archipelag CIAM. Listy Heleny Syrkus                                       | - Inicjatywa Architekci dla Klimatu - Książka „PAOJ. Przewodnik Architektoniczny Osiedla Jazdów” | [ 10 ]        |
| VI   | 2020 | Nagroda publiczności 2019 | Nagroda publiczności 2019 | xystudio |                                                                               | Żłobek publiczny nr 67 w Wesołej                                                   | Żłobek publiczny nr 67 w Wesołej | [ 10 ]        |
| VII  | 2021 | Najlepszy budynek użyteczności publicznej 2020 (+ nagroda Grand Prix, nagroda specjalna za rozwiązania proekologiczne)              | Najlepszy budynek użyteczności publicznej 2020 (+ nagroda Grand Prix, nagroda specjalna za rozwiązania proekologiczne)              | Bujnowski Architekci |                                                                               | Szkoła Podstawowa Nr 400 w Wilanowie                                               | - Szkoła podstawowa nr 399 z przedszkolem na Kabatach - Rozbudowa szkoły nr 174 z oddziałami integracyjnymi w Wesołej | [ 11 ]        |
| VII  | 2021 | Najlepszy budynek komercyjny 2020                                                                                                   | Najlepszy budynek komercyjny 2020                                                                                                   | APA Wojciechowski Architekci |                                                                               | Elektrownia Powiśle                                                                | - Hotel Nobu - Biurowce Przy Willi i Przy Warzelni na terenie Browarów Warszawskich | [ 11 ]        |
| VII  | 2021 | Najlepszy budynek mieszkalny 2020                                                                                                   | Najlepszy budynek mieszkalny 2020                                                                                                   | SAWA-TECH Projektowanie i Wykonawstwo                                                                                           |                                                                               | Kamienica wielopokoleniowa, ul. Stalowa 29                                         | - Apartamenty przy Warzelni, Browary Warszawskie - Budynek mieszkalny przy ul. Stalowej 39 | [ 11 ]        |
| VII  | 2021 | Najlepsza rewitalizacja 2020 | Najlepsza rewitalizacja 2020 | Konior Studio |                                                                               | Zespół Państwowych Szkół Muzycznych Nr 1                                           | - Modernizacja, przebudowa i nadbudowa oficyny przytułku św. Franciszka Salezego, ul. Solec 36a - Kamienice, ul. Foksal 13/15 | [ 11 ]        |
| VII  | 2021 | Najlepsza przestrzeń publiczna 2020                                                                                                 | Najlepsza przestrzeń publiczna 2020                                                                                                 | eM4 |                                                                               | Pawilon edukacyjny Kamień                                                          | - Centrum Lokalne Żoliborz - Stacje metra na Woli: Księcia Janusza, Młynów, Płocka | [ 11 ]        |
| VII  | 2021 | Najlepsze wydarzenie architektoniczne 2020                                                                                          | Najlepsze wydarzenie architektoniczne 2020                                                                                          | Grzegorz Piątek |                                                                               | Książka Najlepsze miasto świata. Warszawa w odbudowie 1944-1949                    | - Atelier Moniki Sosnowskiej, ul. Horodelska 18a - Książka Poradnik dobrych praktyk architektonicznych. Fabryki prawego brzegu, aut. Adam Lisiecki, Krzysztof Michalski, Piotr Stryczyński i Piotr Kilanowski                                                    | [ 11 ]        |
| VII  | 2021 | Nagroda publiczności 2020 | Nagroda publiczności 2020 | Pracownia Architektoniczno-Konserwatorska PROART                                                                                |                                                                               | Kamienice, ul Foksal 13/15                                                         | Kamienice, ul Foksal 13/15 | [ 11 ]        |
| VII  | 2021 | Nagroda specjalna za rozwiązania zapewniające dostępność 2020                                                                       | Nagroda specjalna za rozwiązania zapewniające dostępność 2020                                                                       | ArDJ |                                                                               | Modernizacja, przebudowa i nadbudowa oficyny Przytułku św. Franciszka Salezego     | Modernizacja, przebudowa i nadbudowa oficyny Przytułku św. Franciszka Salezego | [ 11 ]        |
| VIII | 2022 | Najlepszy budynek użyteczności publicznej 2021 (+ nagroda specjalna za rozwiązania zapewniające dostępność)                         | Najlepszy budynek użyteczności publicznej 2021 (+ nagroda specjalna za rozwiązania zapewniające dostępność)                         | Kuryłowicz & Associates |                                                                               | Budynek Wydziałów Neofilologii i Lingwistyki Stosowanej Uniwersytetu Warszawskiego | - Sauna Wisła, Port Czerniakowski - Dom Ronalda McDonalda, ul. Księcia Trojdena 2B | [ 12 ]        |
| VIII | 2022 | Najlepszy budynek komercyjny 2021 (+ nagroda Grand Prix)                                                                            | Najlepszy budynek komercyjny 2021 (+ nagroda Grand Prix)                                                                            | JEMS Architekci |                                                                               | Browary Warszawskie                                                                | - Biurowiec Y w kompleksie Generation Park X, Y, Z - Targowisko Bakalarska – Asian Town | [ 12 ]        |
| VIII | 2022 | Najlepszy budynek mieszkalny 2021                                                                                                   | Najlepszy budynek mieszkalny 2021                                                                                                   | AFP Architekci |                                                                               | Dom Ronalda McDonalda, ul. Księcia Trojdena 2B                                     | - W Apartments - Wileńska Express | [ 12 ]        |
| VIII | 2022 | Najlepsza rewitalizacja 2021 | Najlepsza rewitalizacja 2021 | Pracownia Architektoniczna Aleksandra Wasilkowska                                                                               |                                                                               | Targowisko Bakalarska – Asian Town                                                 | - Piwnice Leżakowni, Browary Warszawskie - Fabryka PZO | [ 12 ]        |
| VIII | 2022 | Najlepsza przestrzeń publiczna 2021 (+ nagroda specjalna za rozwiązania proekologiczne)                                             | Najlepsza przestrzeń publiczna 2021 (+ nagroda specjalna za rozwiązania proekologiczne)                                             | Pracownia Projektowa Karol Żurawski                                                                                             |                                                                               | Modernizacja plaży Romantycznej w Wawrze                                           | - Upamiętnienie Archiwum Ringelbluma, ul. Nowolipki 28 - Browary Warszawskie | [ 12 ]        |
| VIII | 2022 | Najlepsze wydarzenie architektoniczne 2021                                                                                          | Najlepsze wydarzenie architektoniczne 2021                                                                                          | Muzeum Woli, Klara Czerniewska-Andryszczyk, Ewa Perlińska-Kobierzyńska, Natalia Budnik, Małgorzata Kuciewicz, Simone De Iacobis |                                                                               | Wystawa Więcej zieleni! Projekty Aliny Scholtz                                     | - Książka Jakby luksusowo. Przewodnik po architekturze Warszawy lat 90., aut. Aleksandra Stępień-Dąbrowska - Wystawa Jak robić szkołę? w Muzeum Sztuki Nowoczesnej                                                                                               | [ 12 ]        |
| VIII | 2022 | Nagroda publiczności 2021 | Nagroda publiczności 2021 | AFP Architekci |                                                                               | Dom Ronalda McDonalda, ul. Księcia Trojdena 2B                                     | Dom Ronalda McDonalda, ul. Księcia Trojdena 2B | [ 12 ]        |
| IX   | 2023 | Grand Prix | Grand Prix | Konior Studio |                                                                               | Modernizacja Biblioteki Narodowej                                                  | - Szkoła dla dzieci z Ukrainy w biurowcu myHive Mokotów Two - Ogrody Ulricha | [ 13 ] [ 3 ]  |
| IX   | 2023 | Nowe Życie Budynków 2022 | | Konior Studio |                                                                               | Modernizacja Biblioteki Narodowej                                                  | - Szkoła dla dzieci z Ukrainy w biurowcu myHive Mokotów Two - Ogrody Ulricha | [ 13 ] [ 3 ]  |
| IX   | 2023 | Najlepszy budynek użyteczności publicznej 2022                                                                                      | Najlepszy budynek użyteczności publicznej 2022                                                                                      | Bujnowski Architekci |                                                                               | Izba Pamięci przy Cmentarzu Powstańców Warszawy                                    | - Szkoła Podstawowa nr 403 na Odolanach - Dom rodzinnego pobytu dla osób onkologicznie chorych i ich rodzin | [ 13 ] [ 3 ]  |
| IX   | 2023 | Najlepszy budynek komercyjny 2022                                                                                                   | Najlepszy budynek komercyjny 2022                                                                                                   | HRA Architekci |                                                                               | biurowiec Forest                                                                   | - Varso Tower i Varso Place - Lustrzany Biurowec na ul. Poleczki | [ 13 ] [ 3 ]  |
| IX   | 2023 | Najlepszy budynek mieszkalny 2022                                                                                                   | Najlepszy budynek mieszkalny 2022                                                                                                   | TZA |                                                                               | budynki mieszkalne przy ul. Grodzieńskiej 19                                       | - budynki mieszkalne przy ul. Niemcewicza 19 | [ 13 ] [ 3 ]  |
| IX   | 2023 | Projektowanie przestrzeni publicznej 2022                                                                                           | Projektowanie przestrzeni publicznej 2022                                                                                           | WWJA |                                                                               | Skwer sportów Ratusz Arsenał                                                       | - Plac Pięciu Rogów - Upamiętnienie masowych grobów na cmentarzu żydowskim | [ 13 ] [ 3 ]  |
| IX   | 2023 | Wydarzenie architektoniczne 2022 | Wydarzenie architektoniczne 2022 | Natalia Romnik |                                                                               | Wystawa "Natalia Romik. Kryjówki. Architektura Przetrwania"                        | - 10. edycja festiwalu Otwarte Mieszkania - Wielki Zlot Powiatowy. Konferencja, seminaria, warsztaty, kino | [ 13 ] [ 3 ]  |
| IX   | 2023 | Najlepsza publiczności 2022 (+ nagroda specjalna za rozwiązania proekologiczne)                                                     | Najlepsza publiczności 2022 (+ nagroda specjalna za rozwiązania proekologiczne)                                                     | XY studio |                                                                               | Szkoła dla dzieci z Ukrainy w biurowcu myHive Mokotów Two                          | Szkoła dla dzieci z Ukrainy w biurowcu myHive Mokotów Two | [ 13 ] [ 3 ]  |
| X    | 2024 | Grand Prix | Grand Prix | topoScape. Archigrest |                                                                               | Park Akcji „Burza”                                                                 | - Modernizacja Górki Kazurki - Modernizacja Pola Mokotowskiego | [ 14 ]        |
| X    | 2024 | Projektowanie przestrzeni publicznej 2023 (+ nagroda specjalna za rozwiązania proekologiczne)                                       | | topoScape. Archigrest |                                                                               | Park Akcji „Burza”                                                                 | - Modernizacja Górki Kazurki - Modernizacja Pola Mokotowskiego | [ 14 ]        |
| X    | 2024 | Architektura użyteczności publicznej 2023 (+ nagroda specjalna za rozwiązania zapewniające dostępność dla Biblioteki w Choszczówce) | Architektura użyteczności publicznej 2023 (+ nagroda specjalna za rozwiązania zapewniające dostępność dla Biblioteki w Choszczówce) | Ambient |                                                                               | Biblioteka w Choszczówce                                                           | - Muzeum Historii Polski w Warszawie | [ 14 ]        |
| X    | 2024 | Architektura użyteczności publicznej 2023 (+ nagroda specjalna za rozwiązania zapewniające dostępność dla Biblioteki w Choszczówce) | Architektura użyteczności publicznej 2023 (+ nagroda specjalna za rozwiązania zapewniające dostępność dla Biblioteki w Choszczówce) | WXCA |                                                                               | Muzeum Wojska Polskiego                                                            | - Muzeum Historii Polski w Warszawie | [ 14 ]        |
| X    | 2024 | Najlepszy budynek mieszkalny 2023                                                                                                   | Najlepszy budynek mieszkalny 2023                                                                                                   | XY studio |                                                                               | Dom Matki Bożej Serdecznej                                                         | - Osiedle Nordic Bemowo - Osiedle Rytm | [ 14 ]        |
| X    | 2024 | Nowe Życie Budynków 2023 | Nowe Życie Budynków 2023 | Fundacja BRDA |                                                                               | Projekt OKNO i BUDO                                                                | - Kwartał społeczno-kulturalny Emilii Plater 29-31 - Otwarty Jazdów. 10 lat działalności | [ 14 ]        |
| X    | 2024 | Wydarzenie architektoniczne 2023 | Wydarzenie architektoniczne 2023 | Muzeum Warszawy, Adam Przywara, Katarzyna Jolanta Górska                                                                        |                                                                               | Zgruzowstanie Warszawy 1945-1949. Wystawa i książka                                | - Sztuka. Aktualizacja. Co widać w przestrzeni publicznej Warszawy? Fundacji Puszka - Ilustrowane atlasy architektury Warszawy i spacery architektoniczne Fundacji Centrum Architektury                                                                          | [ 14 ]        |
| XI   | 2025 | Grand Prix | Grand Prix | Thomas Phifer and Partners, APA Wojciechowski Architekci                                                                        |                                                                               | Gmach Muzeum Sztuki Nowoczesnej                                                    | - | [ 15 ] [ 16 ] |
| XI   | 2025 | Architektura użyteczności publicznej 2024                                                                                           | Architektura użyteczności publicznej 2024                                                                                           | Thomas Phifer and Partners, APA Wojciechowski Architekci                                                                        | - Centrum Aktywności Międzypokoleniowej na Ochocie - Szkoła Podstawowa nr 406 | Gmach Muzeum Sztuki Nowoczesnej                                                    | | [ 15 ] [ 16 ] |
| XI   | 2025 | Projektowanie przestrzeni publicznej 2024                                                                                           | Projektowanie przestrzeni publicznej 2024                                                                                           | Schuessler-Plan Inżynierzy |                                                                               | Kładka na Wiśle                                                                    | - Nowe Centrum Warszawy - Zielona Chmielna - Park Linearny Suwak | [ 15 ] [ 16 ] |
| XI   | 2025 | Architektura komercyjna 2024 (+ nagroda mieszkańców dla Muzeum Fabryka Czekolady E.Wedel)                                           | Architektura komercyjna 2024 (+ nagroda mieszkańców dla Muzeum Fabryka Czekolady E.Wedel)                                           | Bulanda Mucha Architekci |                                                                               | Muzeum Fabryka Czekolady E.Wedel                                                   | - Kompleks biurowy Lixa | [ 15 ] [ 16 ] |
| XI   | 2025 | Architektura komercyjna 2024 (+ nagroda mieszkańców dla Muzeum Fabryka Czekolady E.Wedel)                                           | Architektura komercyjna 2024 (+ nagroda mieszkańców dla Muzeum Fabryka Czekolady E.Wedel)                                           | Pas Projekt, Czyż Mariusz Siblej, Pig Architekci, Prota Polska, Systra                                                          |                                                                               | Annopol (zajezdnia tramwajowa)                                                     | - Kompleks biurowy Lixa | [ 15 ] [ 16 ] |
| XI   | 2025 | Nowe Życie Budynków 2024 | Nowe Życie Budynków 2024 | Bernatek Architekci i Partnerzy                                                                                                 |                                                                               | Pawilon Cepelii                                                                    | - Pałac Krasińskich | [ 15 ] [ 16 ] |
| XI   | 2025 | Architektura mieszkaniowa 2024 | Architektura mieszkaniowa 2024 | Projekt Praga |                                                                               | Dom Studenta nr 7 Uniwersytetu Warszawskiego                                       | - budynki mieszkalne Kandar i Splendor w Soho Factory - osiedle Aroma Park | [ 15 ] [ 16 ] |
| XI   | 2025 | Wydarzenie architektoniczne 2024 | Wydarzenie architektoniczne 2024 | Agnieszka Rasmus, Filip Dańda, Anna Wrońska                                                                                     |                                                                               | Warszawa dla początkujących. Wykłady z historii architektury                       | - wystawa Produkt Mieszkanie - Z-OD-JAK? Archi-pytania do zbudowania. Edukacja architektoniczna dla szkół | [ 15 ] [ 16 ] |
| XI   | 2025 | Nagroda specjalna za rozwiązania zapewniające dostępność 2024                                                                       | Nagroda specjalna za rozwiązania zapewniające dostępność 2024                                                                       | xystudio |                                                                               | Centrum Aktywności Międzypokoleniowej na Ochocie                                   | Centrum Aktywności Międzypokoleniowej na Ochocie | [ 15 ] [ 16 ] |
| XI   | 2025 | Nagroda specjalna za rozwiązania proekologiczne 2024                                                                                | Nagroda specjalna za rozwiązania proekologiczne 2024                                                                                | Bujnowski Architekci |                                                                               | Szkoła Podstawowa nr 406                                                           | Szkoła Podstawowa nr 406 | [ 15 ] [ 16 ] |